# Joel Houston

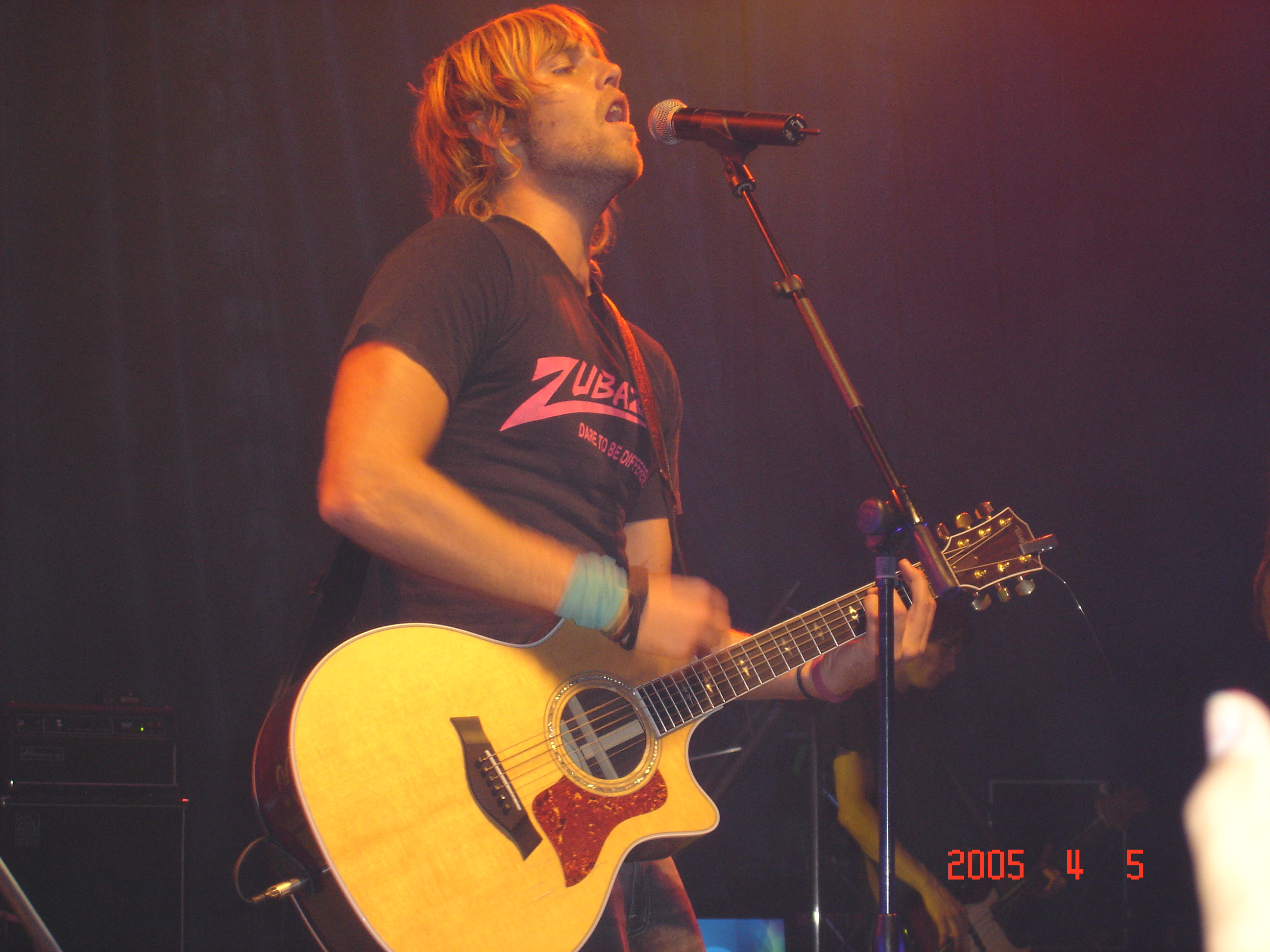
Joel Houston

Joel Timothy Houston (* 19. September 1979 in Sydney) ist ein christlicher Liedermacher und Worship-Leiter in der Hillsong Church.
Joel Houston ist Musiker und Produzent bei Hillsong. Ende der 1980er Jahre veröffentlichte Hillsong erste Musikalben. Bekannt wurde Hillsong vor allem durch ihr erstes Livealbum The power of your love (1992). Ende der 1990er Jahre gab es Gemeinschaftsprojekte der Jugendarbeit von Hillsong und der australischen Jugendbewegung Youth Alive, bis mit Hillsong United eine eigene CD-Serie gestartet wurde. Hillsong United wird von Joel Houston geleitet. Seine Lieder wurden in 32 Sprachen übersetzt. Joel Houston trat auf Tourneen und Konferenzen in vielen Ländern auf.
Sein Vater ist Brian Houston. Er hat zwei jüngere Geschwister.

## Lieder
Lieder, die Joel Houston selbst oder mit anderen Musikern geschrieben hat:
- Everyday (1999)
  - Everyday
- For This Cause (2000)
  - For This Cause
  - Everyday
- Best Friend (2000)
  - Best Friend
- You Are My World (2001)
  - My Best Friend mit Marty Sampson
- Blessed (2002)
  - One Desire
- To the Ends of the Earth (2002)
  - All About You
  - All
  - To The Ends Of The Earth mit Marty Sampson
  - Am I To Believe?
- Hope (2003)
  - To The Ends Of The Earth mit Marty Sampson
- More Than Life (2003)
  - One Way mit Jonathon Douglass
  - Evermore
  - Open Up The Heavens
  - Where The Love Lasts Forever
- For All You’ve Done (2004)
  - One way mit Jonathon Douglass
  - Evermore
- Look to You (2004)
  - Salvation Is Here
  - Tell The World mit Jonathon Douglass und Marty Sampson
  - Shout Unto God mit Marty Sampson
  - ’Til I See You
- God He Reigns (2005)
  - Salvation Is Here
  - Yours Is The Kingdom
  - Tell The World mit Jonathon Douglass und Marty Sampson
- United We Stand (2005)
  - The Time has Come
  - From The Inside Out
  - Revolution mit Scott Ligertwood, Marty Sampson, Brooke Fraser und Michael Guy Chislett
  - No One Like You
  - The Stand
- Mighty to Save (2006)
  - The Freedom We Know mit Matt Tenikoff und Marty Sampson
  - From The Inside Out
- All of the Above (2007)
  - Point of Difference
  - Break Free mit Matt Crocker and Scott Ligertwood
  - Desperate People mit Michael Guy Chislett
  - Solution mit Matt Crocker
  - My Future Decided mit Jonathon Douglass
  - Never Let Me Go
- Saviour King (2007)
  - Break Free mit Matt Crocker und Scott Ligertwood
  - In The Mystery
- This is our God (2008)
  - Your Name High
  - Run
  - With Everything
- Across the earth//Tear down the walls (2009)
  - Tear down the walls
  - No Reason To Hide
- A Beautiful Exchange (2010)
  - Our God is Love mit Scott Ligertwood
  - You
  - Beautiful Exchange
- Aftermath (2011)
  - Take Heart
  - Like An Avalanche mit Dylan Thomas
  - Aftermath
  - Bones mit Jil Mc Cloghry
  - Father
  - Nova mit Michael Guy Chislett und Matt Crocker
  - Light Will Shine mit Matt Crocker und Marty Sampson
  - Search My Heart mit Matt Crocker
- God Is Able (2011)
  - Rise
- Zion (2013)
  - Relentless
  - Up in Arms
  - Scandal of Grace
  - Oceans (Where Feet May Fail)
  - Stay and Wait
  - Mercy Mercy
  - Love Is War
  - Heartbeats
  - Tapestry
- Empires (2015)
  - Here Now (Madness)
  - Say The Word
  - Heart Like Heaven
  - Touch the Sky
  - Street Called Mery
  - When I Lost my Heart to You
  - Even When It Hurts
  - Prince of Peace
  - Empires
  - Rule
  - Closer Than You Know

### Wonder (2017)
- -     - Wonder
    - Shadow Step
    - Future Marches In
    - So Will I (100 Billion X)
    - Splinters and Stones
    - Glimmer In The Dust
    - Greatest Of These
    - Shape Of Your Heart
    - Not Today
    - Life
    - Rain/Reign
    - Water To Wine